# Kim Stanley Robinson
Kim Stanley Robinson (* 23. března 1952, Waukegan, USA) je americký spisovatel sci-fi, který není v Česku příliš znám. Nositel mnoha cen, například Nebula, Ceny Hugo a World Fantasy Award. Mnoho jeho prací má ekologický, kulturní a sociální podtext, hrdiny jsou často vědci. I když se narodil v Waukeganu, brzy po narození se jeho rodina přestěhovala do Kalifornie, kde strávil začátek svého života. Oženil se s Lisou Howlandovou Nowellovou a má dva syny. V roce 1982 obdržel za svou disertační práci zabývající se dílem spisovatele sci-fi Philipa K. Dicka titul Ph.D.

## Dílo
- Trilogie o Marsu popisující kolonizaci a terraformaci Marsu
  - Rudý Mars (originál v angličtině vyšel roku 1992, česky 1999)
  - Zelený Mars (originál 1993, česky 2006)
  - Modrý Mars

- Icehenge (originál 1984, česky 1995 a 2015)

- Útěk z Káthmándú (originál 1989, slovensky 2001)

- Roky rýže a soli (originál 2002, česky 2016) - alternativní historie, popisující vývoj civilizace v případě, že by černá smrt vyhladila téměř celou Evropu.

Autorovy povídky vycházejí v českých časopisech Ikarie a XB-1.